# Comuna Rudnea-Dîmerska, Vîșhorod
Rudnea-Dîmerska (în ucraineană Рудня-Димерська) este o comună în raionul Vîșhorod, regiunea Kiev, Ucraina, formată din satele Rudnea-Dîmerska (reședința) și Volodîmîrivka.

## Demografie
Componența lingvistică a comunei Rudnea-Dîmerska
     Ucraineană (99,81%)
     Alte limbi (0,19%)
Conform recensământului din 2001, majoritatea populației comunei Rudnea-Dîmerska era vorbitoare de ucraineană (99,81%), existând în minoritate și vorbitori de alte limbi.